# طوكيو روز

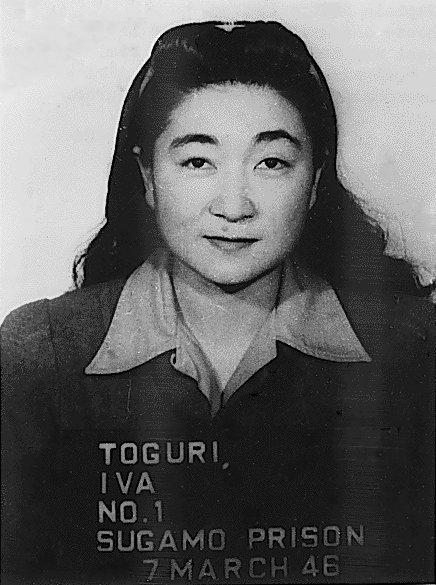
ايفا توغوري عام 1946م.

طوكيو روز (بالإنجليزية:Tokio Rose)، هو الاسم المعتمد لعدد من السيدات اليابانيات العاملات في جهاز البروباغاندا التابع للإمبراطورية اليابانية خلال الحرب العالمية الثانية. وتمثلت وظيفتهم ببث البلبلة والدعاية باللغة الإنكليزية على موجات الراديو وتحطيم معنويات الجنود الأميركيين في منطقة جنوب البحر الهادئ. وتوقف بث الإذاعة اليابانية الرسمية الناطقة باللغة الإنجليزية بعد استسلام طوكيو سنة 1945م. وقامت البحرية الأمريكية باعتقال المذيعة اليابانية والمشرفة على الإذاعة إيفا توجوري وحكمت عليها المحكمة العسكرية حتى سجنت، ومن ثم أطلق سراحها.

## إيفا توجوري
إيفا توجوري (Iva Toguri D'Aquino) (باليابانية:戸栗郁子 アィバ)هي المشرفة على إذاعة طوكيو روز، وهي أيضاً مواطنة أميركية من أصول يابانية بثت على إذاعة طوكيو روز، وساهمت في نشر الإشاعات والأخبار الكاذبة عن خسائر الجنود الأميركيين في المحيط الهادئ. كما عملت أيفا على بث أهم الأغاني الأميركية على أثير إذاعة طوكيو روز لإلهاء الجنود الأميركيين عن القتال.

## وصلات لها صلة بالموضوع
- طوكيو روز على موقع الموسوعة البريطانية (الإنجليزية)
- Obituary
- Tokyo Rose: They Called Her a Traitor article by J. Kingston Pierce
- The Legend of Tokyo Rose book chapter by Ann Elizabeth Pfau
- Adam Carolla Interview with George Takei[وصلة مكسورة] Extended Discussion about Tokyo Rose
- Archive.org audio files of a full Tokyo Rose broadcast and several examples of her sign-off.